# Wolfe Lake
Wolfe Lake är en sjö i Kanada.   Den ligger i countyt United Counties of Leeds and Grenville och provinsen Ontario, i den sydöstra delen av landet, 100 km sydväst om huvudstaden Ottawa. Wolfe Lake ligger 135 meter över havet. Arean är 9,7 kvadratkilometer. Den sträcker sig 6,8 kilometer i nord-sydlig riktning, och 4,9 kilometer i öst-västlig riktning.
Omgivningarna runt Wolfe Lake är en mosaik av jordbruksmark och naturlig växtlighet. Runt Wolfe Lake är det mycket glesbefolkat, med 4 invånare per kvadratkilometer.